# خماسية ستيفان

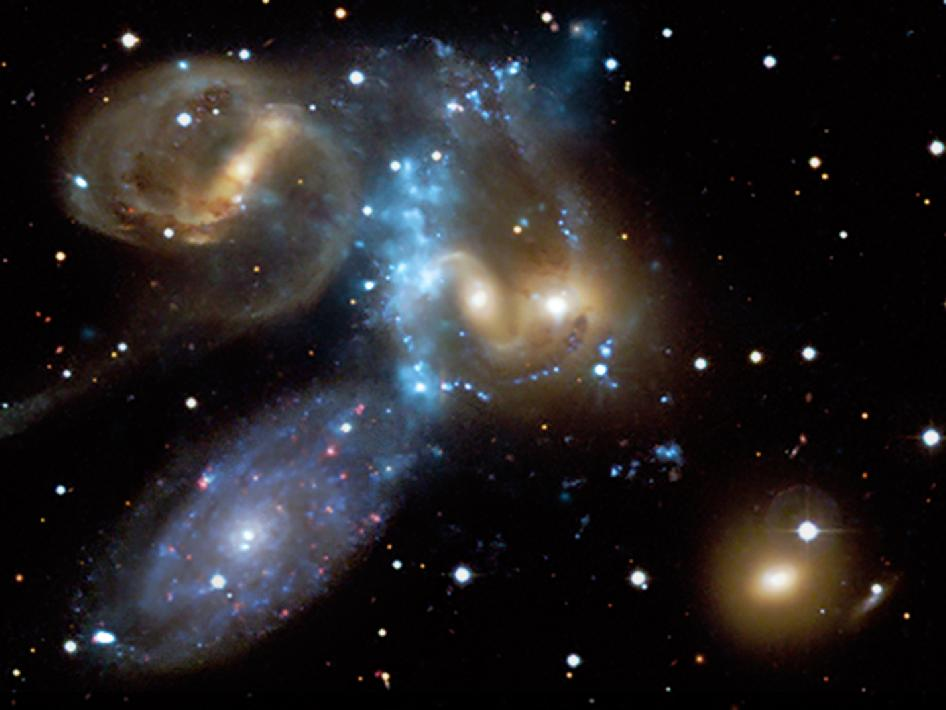
خماسية ستيفان وتبعد عنا نحو 280 مليون سنة ضوئية، وترى أشعة إكس (أزرق) في هالات بين المجرات NASA/CXC/CfA/E.

خماسية ستيفان  في الفلك (بالإنجليزية: Stephan's Quintet)، هي مجموعة من 5 مجرات يمكن ان تري بالعين المجردة في كوكبة الفرس الأعظم، ومن ضمنها أربعة مجرات هي أول تجمع مجرات يكتشف ومن أجملها.
اكتشف المجموعة العالم الفلكي الفرنسي إدوارد ستيفان عام 1877 وكان يعمل استكشافاته من مرصد مرسيليا بفرنسا.
وتعتبر مجموعة المجرات تلك أكثر المجموعات المجرية التي حازت على دراسات مستفيضة. واسطع مجرة في المجموعة هي المجرة الحلزونية إن جي سي 7320 والتي تظهر وأنها تحوي منطقة هيدروجين II كثيفة وتبدو في هيئة تكويرات حمراء حيث تنشأ فيها نجوم نشطة.

## وصفها

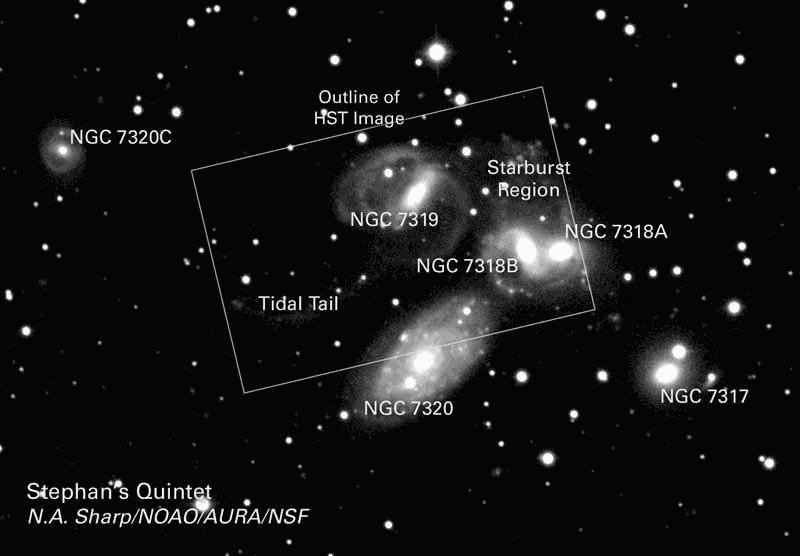

تتكون المجموعة من خمسة مجرات التالية: إن جي سي 7318 أ ، وإن جي سي 7318 ب ، وإن جي سي 7319 ، وإن جي سي 7320 ، وإن جي سي 7313. ترجع تلك التسميات إلى الفهرس العام الجديد NGC. وتشكل مجموعة المجرات إن جي سي 7313 إلى إن جي سي 7319 نظاما من المجرات المتقاربة متفاعلة مع بعضها البعض بالجاذبية وتبعد عنا نحو 300 مليون سنة ضوئية. وبسبب تأثير الجاذبية بينها فلم تعد أذرعة المجرات الحلزونية واضحة.
وقد اعتبر ستيفان الخمسة مجرات منتمية لبعضها البعض إلا أن البحث الدقيق بيّن بعد ذلك أن المجرة إن جي سي 7320 لها سرعة نسبية تقدر بنحو 800 كيلومتر في الثانية وهي أقل بكثير من سرعات الأربعة مجرات الأخرى التي تبلغ سرعاتها بيم 6500 - 7000 كيلومتر في الثانية. وتبين أن المجرة إن جي سي 7320 أقرب منا كثيرا عن الأربعة الأخريات فهي تبعد عنا نحو 35 مليون سنة ضوئية فقط، في حين أن المجموعة تبعد عنا نحو 300 سنة ضوئية. ولذلك فإن المجرة إن جي سي 7320 لا تنتمي إلى العنقود المجري ولكن تسميتهم بخماسية ستيفان تعود إذا إلى أسباب تاريخية.
يبلغ قدرها الظاهري 13 ولذلك نحتاج لرؤيته تلسكوب ذو عدسة قطرها 20 سنتيمتر على الأقل.
في قياسات تمت عام 1970 لقياس الأشعة الراديوية القادمة من خماسية المجرات أوضحت وجود قوس انبعاث (أو وتر انبعاث) في المنطقة بين المجرات وبعضها. كما سجلت وهيج ناشئ عن هيدروجين متأين في نفس المنطقة ويرى في نطاق طيف الضوء المرئي، وهو يبدو في الصورة كقوس أخضر على اليمين. وقد ركز تلسكوبان فضائيان رصد الخماسية ويشير هذا الرصد إلى أن قوس الوهيج ربما يكون ناشئا عن موجات تصادمية بالغة الكبر تنتشر خلال الغاز الكوني الموجود بين المجرات وصادرة من المجرة إن جي سي 7318 ب ساقطة في اتجاه مركز المجموعة، وتبلغ سرعتها عدة ملايين كيلومتر في الساعة.

## مصدر أشعة إكس

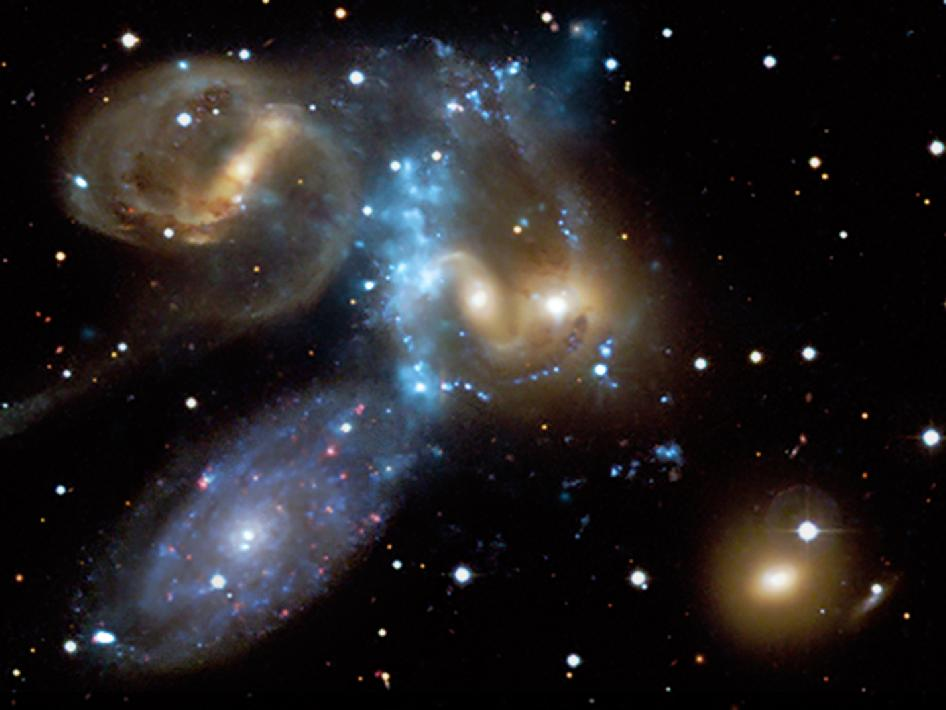
مجموعة مجرات ستيفان : اكتشفت قبل نحو 130 سنة وتبعد عنا 280 مليون سنة ضوئية.وترى فيها عمليات فيزيائية تنتج أشعة إكس. ويرجع ذلك إلى اصدام يتسبب في إصدار أشعة إكس، ونري فيها مصادر ساخنة، وبقع تصدر أشعة إكس وغازات.. صور معار من : X-ray (أزرق): NASA/CXC/CfA/ضوء مرئي سجله الباحث E. O'Sullivan (بني): Canada-France-Hawaii-Telescope/Coelum.

تصتدم المجرة إن جي سي 7318 ب مع غاز في المجموعة حيث نشأت موجة تصادمية كبيرة ممتدة أكبر من مجرتنا (100.000 سنة ضوئية فتسخن بعض مناطق الغاز بين المجرات إلى درجات حرارة تصل إلى عدة مليون كلفن مما يتسبب في إصدار أشعة إكس، وقد رصدها تلسكوب شاندرا الفضائي للأشعة السينية التابع لناسا. ومع ذلك فيرجع تاريخ اكتشاف هذا التجمع المجري منذ نحو 130 سنة، وهو يبعد عنا نحو 280 سنة ضوئية.

## انزياح أحمر
قامت الراصد بتعيين مقدار الانزياح الأحمر لكل مجرة في الخماسية وتبين أن المجرة إن جي سي 7320 (تحتية في الصورة) لها انزياح أحمر قليل (790 كيلومتر في الثانية) بينما الانزياح الأحمر للأربعة مجرات الأخرى تُبدي انزياحا احمرا نحو 6600 كيلومتر في الثانية. ونظرا لأن الانزياح الأحمر دالة للمسافة بين المجرات وبيننا فنستخلص من ذلك أن المجرة إن جي سي 7320 أقرب إلينا 
ويحدد انزياحهاالأحمر بعدها عنا بنحو ~39 مليون سنة ضوئية فقط 
في حين أن الأربعة الأخرين على بعد 210 - 340 مليون سنة ضوئية منا.
كما بينت الدراسة أن المجرة إن جي سي 7319 من نوع مجرة زايفرت وتعتبر حوصلتها نشطة.

## صور بالتلسكوب

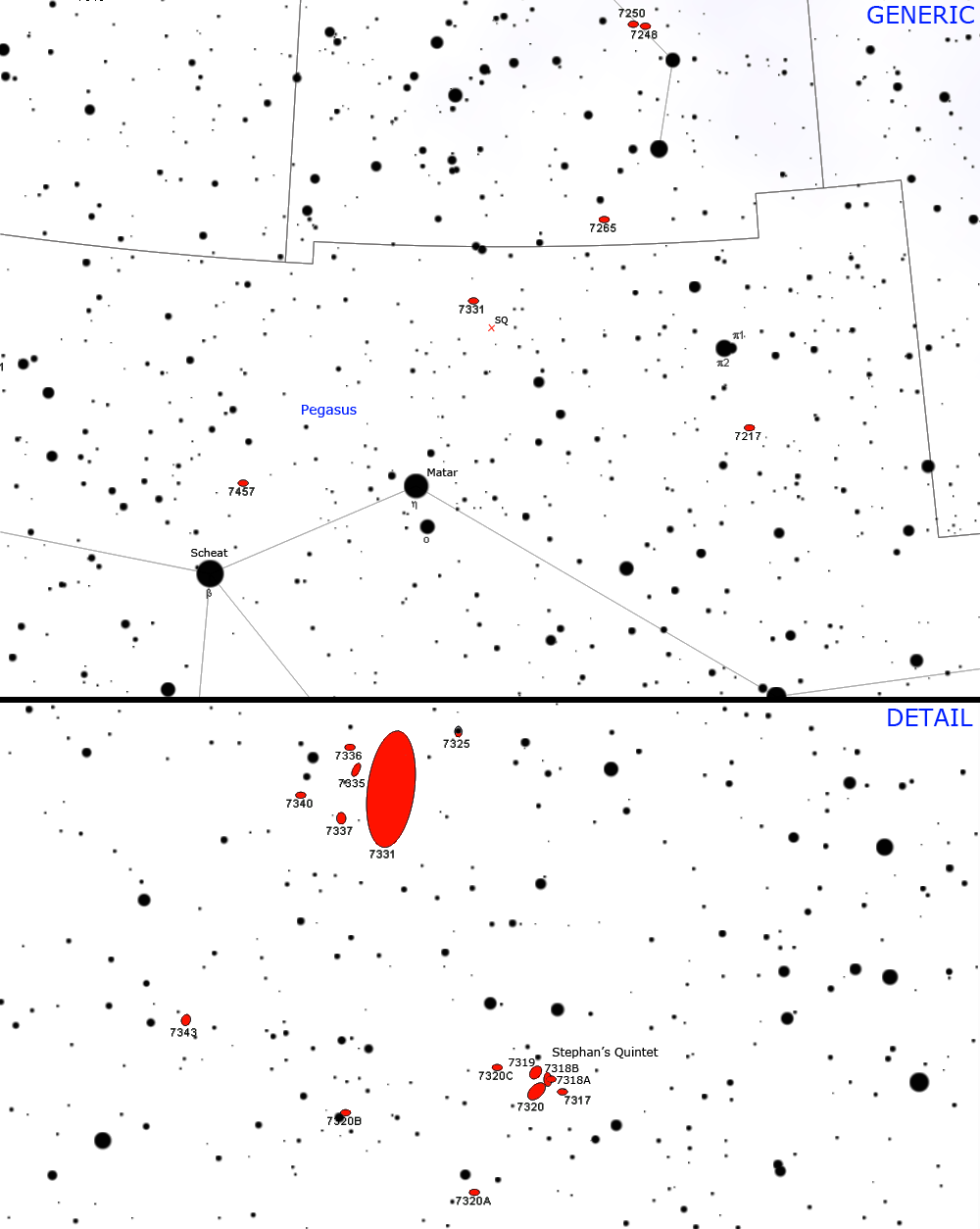
موقع الخماسية : فوق معلمة بصليب أحمر، تحت :موقع الخماسية بالنسبة لمجرة NGC 7331 ومجموعتها.
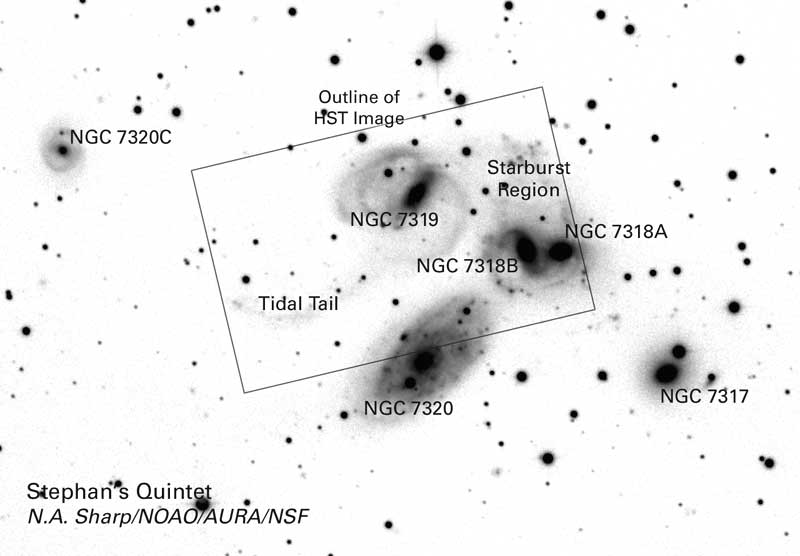
خريطة خماسية ستيفان
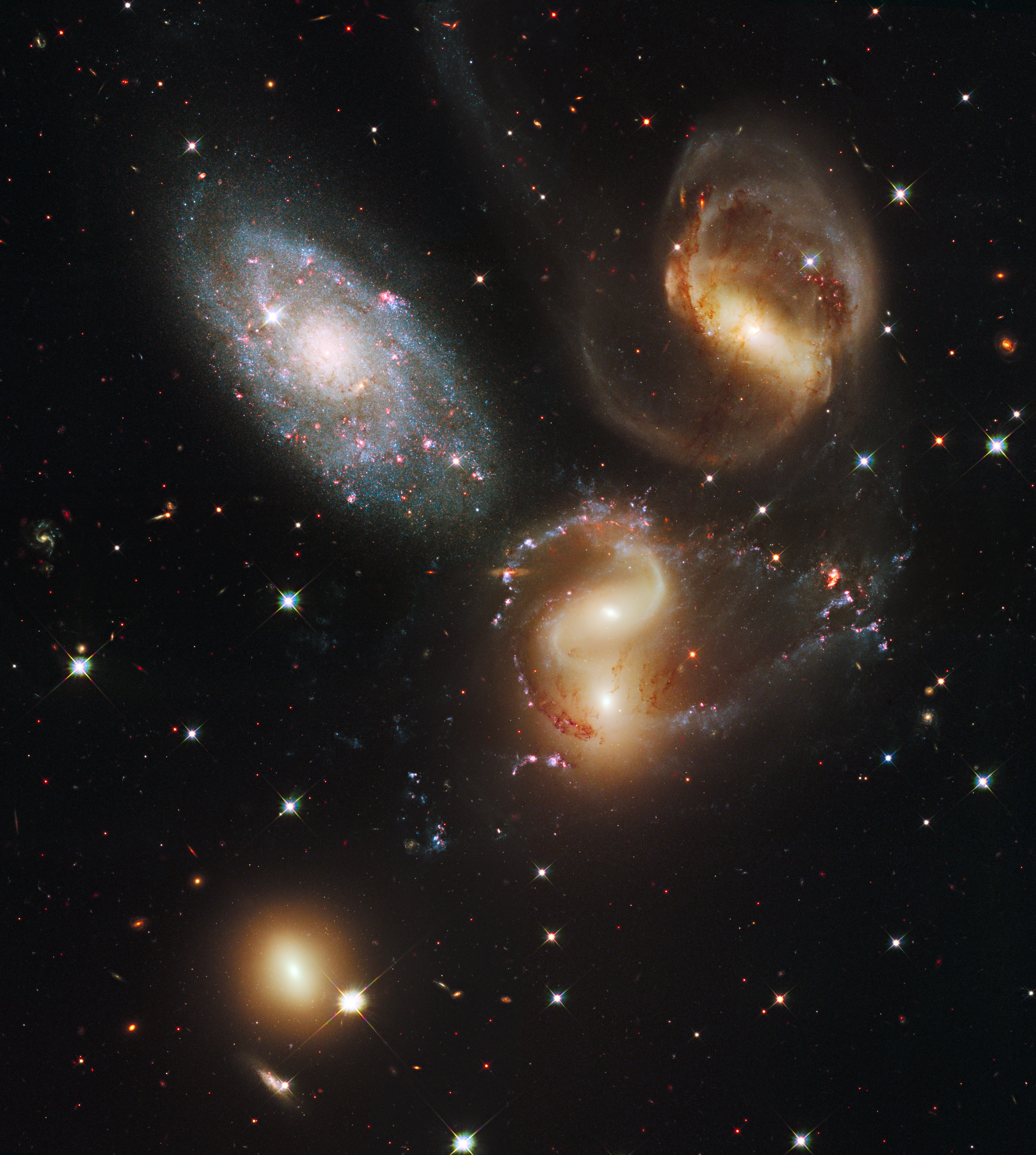
صورة الخماسية تلسكوب هابل الفضائي، يوليو 2009
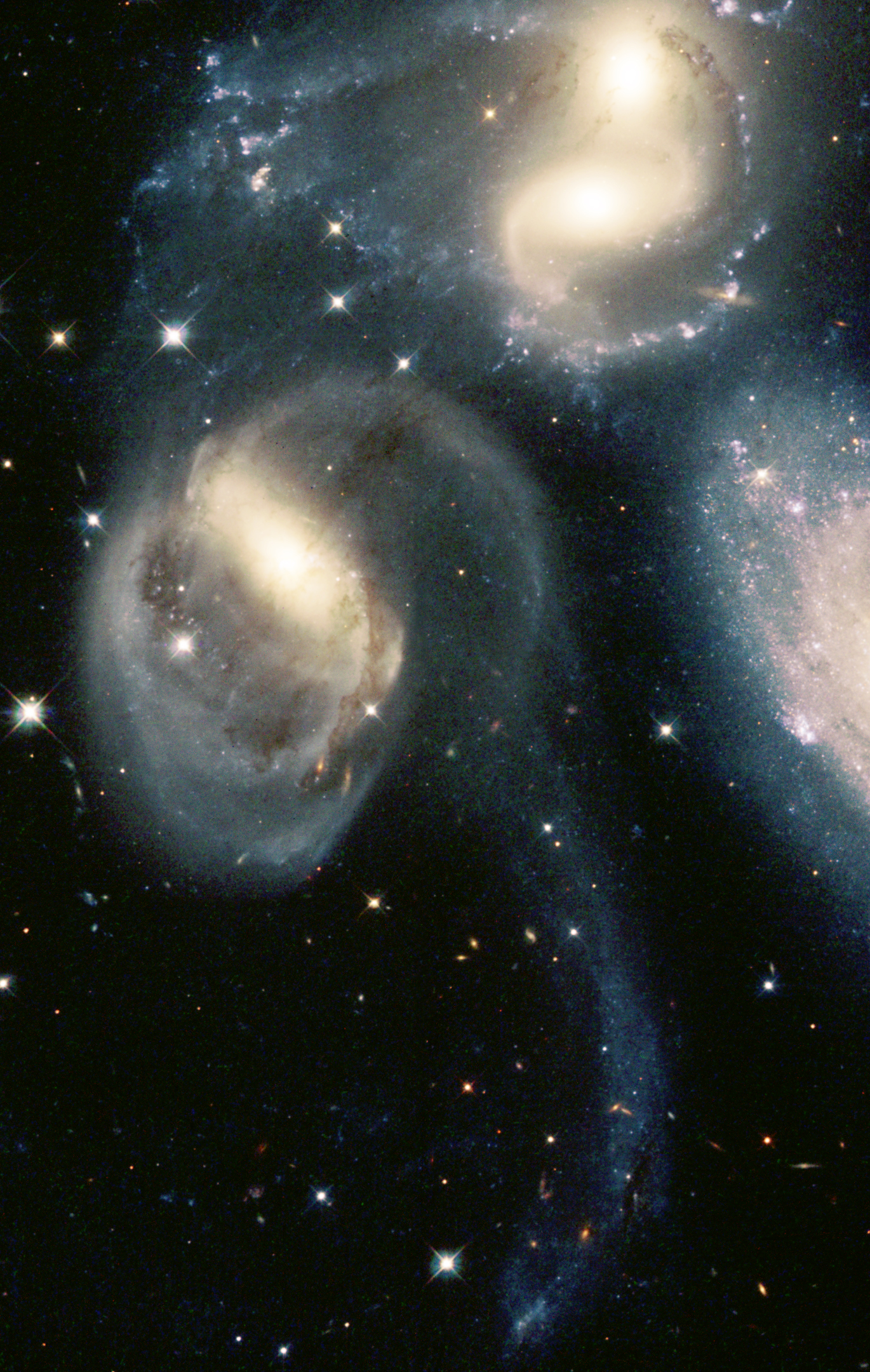
صورة تفصيلية لثلاثة منهم بتلسكوب هابل الفضائي تصريح من: ناسا/إيسا
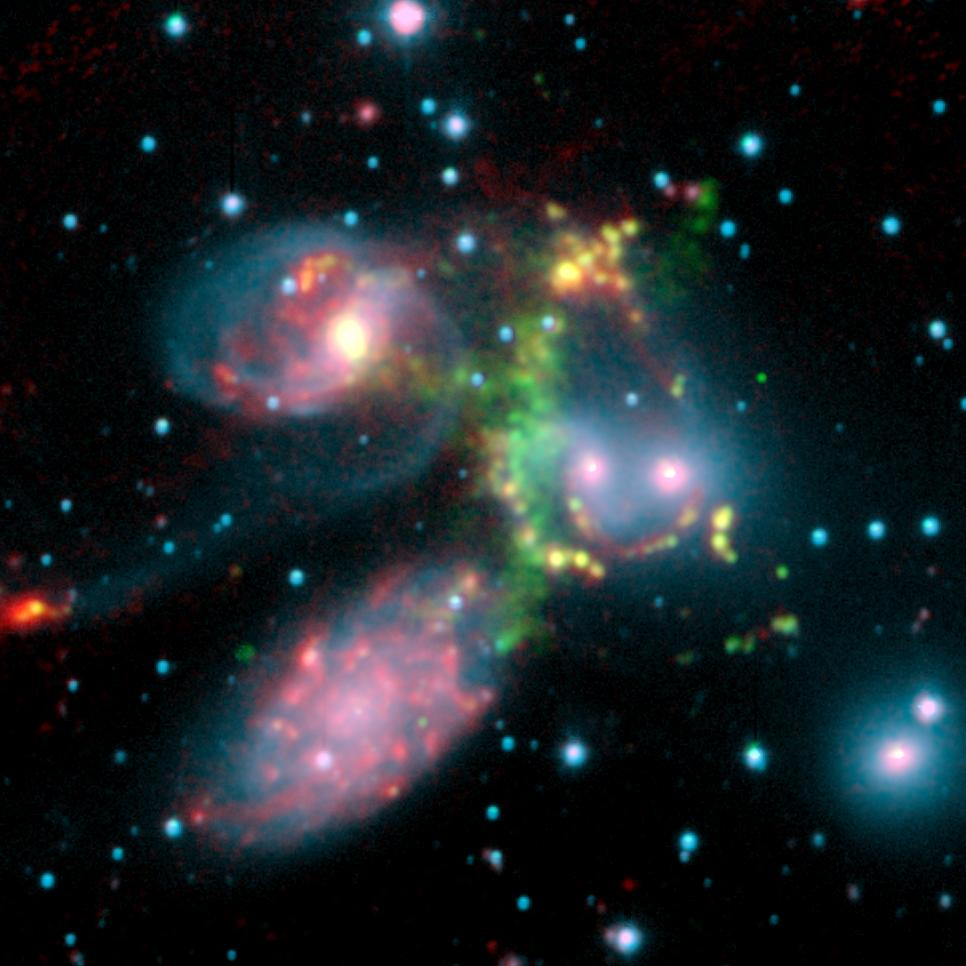
خماسية ستيفان :الأشعة تحت الحمراء. مقراب سبيتزر الفضائي
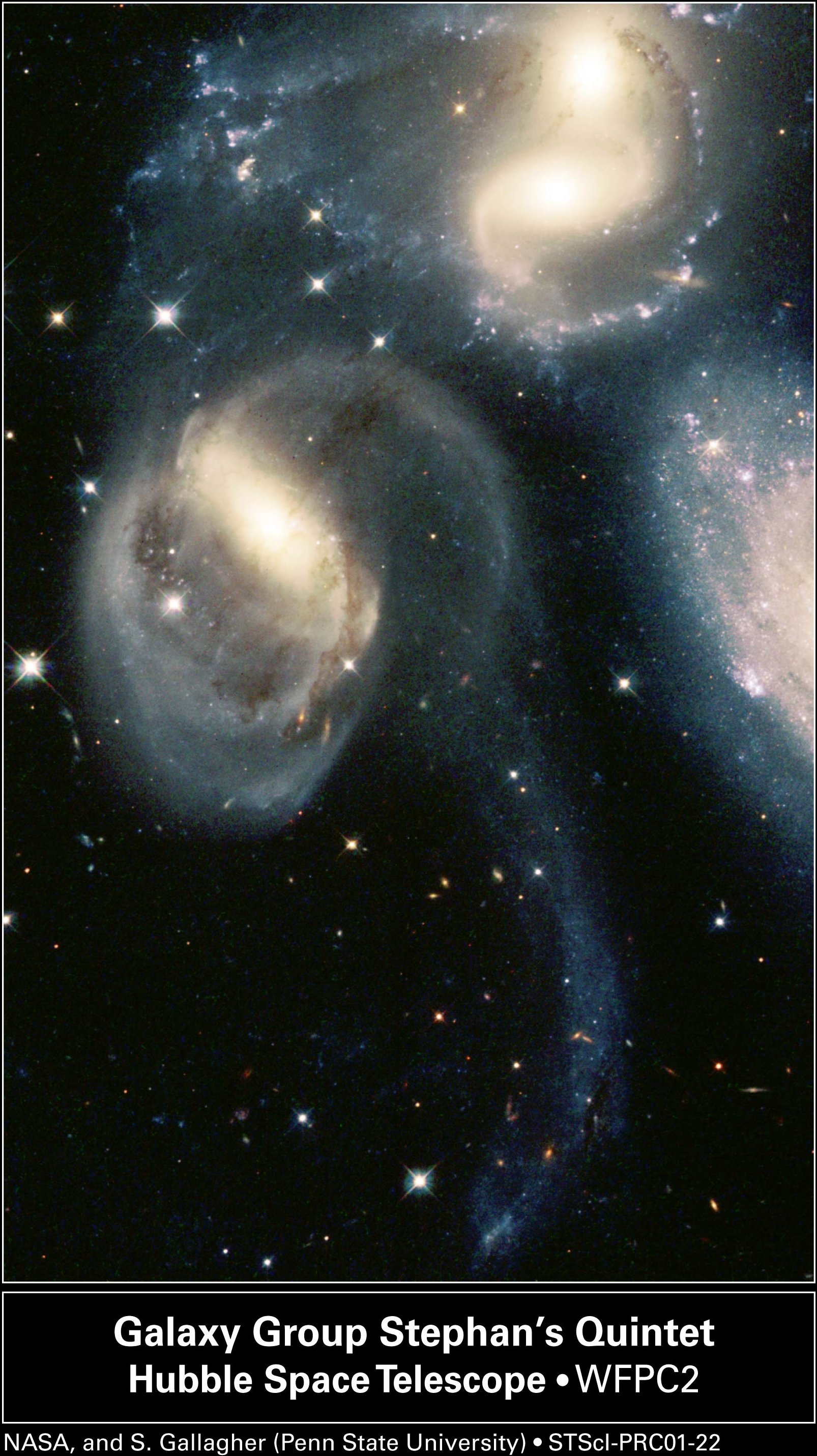
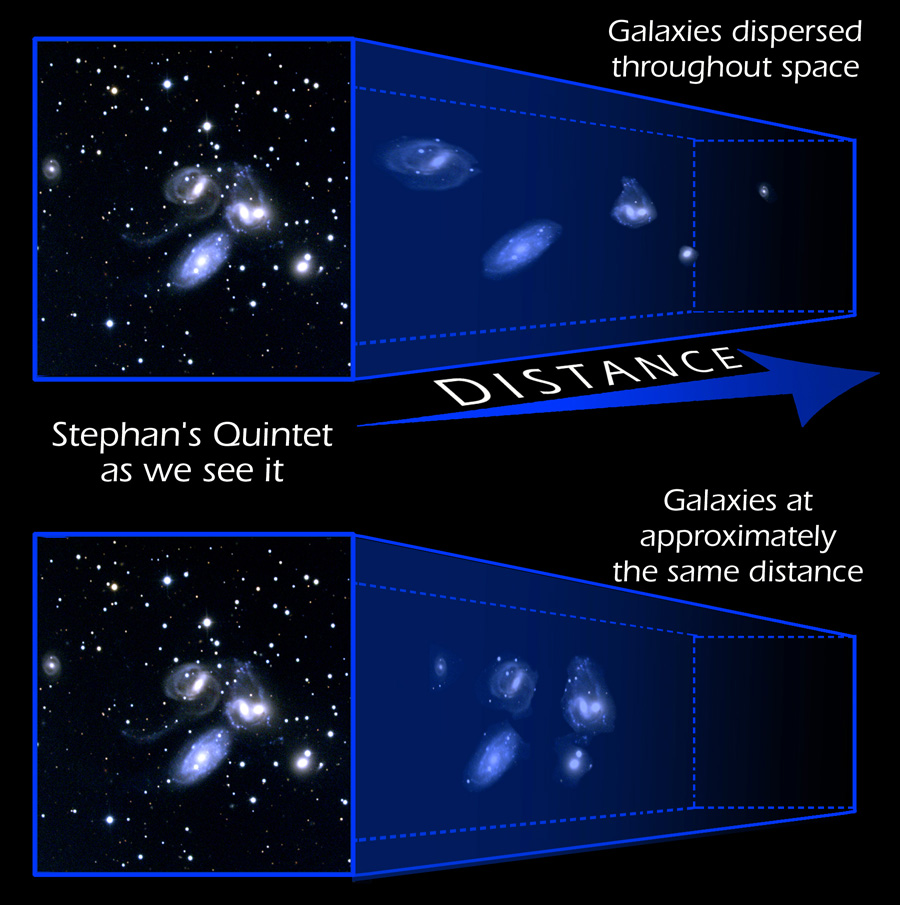
المسافات بين المجرات، ليست على بعد واحد منا

## وصلات خارجية
- GALEX: Stephan's Quintet and NGC 7331
- A Shocking Surprise in Stephan's Quintet
- Star Clusters Born in the Wreckage of Cosmic Collisions
- News Release at ESA/Hubble
- Stephan's Quintet
- What's Behind Stephan's Quintet? Peter Edmonds, Chandra Blog, 21 July 2009
- Astronomy Picture of the Day on Stephan's Quintet: 13 Nov 2000   12 Aug 2003   11 Sep 2009